# Christa Williams
Pour les articles homonymes, voir Williams.
Christa Williams (de son vrai nom Christa Bojarzin, née le 5 février 1926 à Königsberg, morte le 28 juillet 2012 à Munich) est une chanteuse allemande.

## Biographie
En raison de la guerre, la famille vient à Munich en 1942. Selon d'autres sources, la famille aurait déménagé à Gelsenkirchen-Erle en 1927 et y aurait habité jusqu'en 1971.
Son objectif de carrière est initialement la soubrette d'opéra. Elle étudie le chant et la harpe au Conservatoire-Richard-Strauss de Munich, plus tard à la Hochschule für Musik und Theater München, bien qu'elle aime le jazz ; son modèle est Ella Fitzgerald. Christa Williams chante à la Bayerischer Rundfunk et obtient immédiatement un contrat d'enregistrement avec Decca Records. Ses deux premiers singles Oh, diese Männer (1957) et Blacky Serenade (1957) ne sont pas des succès. En 1958, son duo avec Jo Roland Himmelblaue Serenade est le premier. Son plus grand succès est un duo avec Gitta Lind My Happiness en 1959.
Christa Williams représente la Suisse au Concours Eurovision de la chanson 1959 avec Irgendwoher et finit quatrième sur onze participants.
En 1962, elle signe chez Ariola et a du succès jusqu'au milieu des années 1960.
Christa Williams apparaît également au cinéma dans des rôles de chanteuse.
En 1962, elle épouse le pianiste Albrecht Huwig qu'elle a connu pendant ses études. En 1968, Christa Williams se retire du show business et fonde une école de musique avec son mari à Munich.

## Filmographie
- 1957 : Les Nuits du Perroquet vert
- 1957 : Es wird alles wieder gut
- 1957 : Les Jolies jambes de Dolores (de)
- 1959 : Alle Tage ist kein Sonntag
- 1959 : Le Retour de Bobby Dodd (de)
- 1960 : Das hab' ich in Paris gelernt
- 1960 : Pension Schöller
- 1961 : Schlagerparade 1961 (de)